# Бжоза (Торунський повіт)
Бжоза (пол. Brzoza) — село в Польщі, у гміні Велика Нешавка Торунського повіту Куявсько-Поморського воєводства.
Населення — 155 осіб (2011).
У 1975-1998 роках село належало до Торунського воєводства.

## Демографія
Демографічна структура станом на 31 березня 2011 року:
|          | Загалом | Допрацездатний вік | Працездатний вік | Постпрацездатний вік |
| -------- | ------- | ------------------ | ---------------- | -------------------- |
| Чоловіки | 84      | 19                 | 54               | 11                   |
| Жінки    | 71      | 10                 | 46               | 15                   |
| Разом    | 155     | 29                 | 100              | 26                   |